# Ligevægtprincip
Ligevægtsprincip betyder at noget er i balance, så det ikke bevæger sig. Det kan være en genstand der er nedsænket i væske hvor tyngdekraft og opdrift er lige store og modsat rettede. Genstanden ligger stille fordi summen af kræfter regnet vektorielt er nul.
Hvis der er tale om den Hydrostatiske ligevægt i en stjerne er den væsentligste forskel at densiteten af stjernen ændres i forskellige dybder på grund af tryk og temperatur.
Hvis der er tale om en kemisk ligevægt for en reversibel reaktion er det situationen hvor reaktionerne går lige hurtigt begge veje så alle stofkoncentrationer vil være konstante over tid.